# ليليانا كاسترو
ليليانا كاسترو (بالبرتغالية: Liliana Castro‏) هي ممثلة برازيلية، ولدت في 29 يونيو 1979 بكيتو في الإكوادور.

## وصلات خارجية
- ليليانا كاسترو على موقع IMDb (الإنجليزية)
- ليليانا كاسترو على موقع قاعدة بيانات الفيلم (الإنجليزية)